# Hunterian Museum and Art Gallery

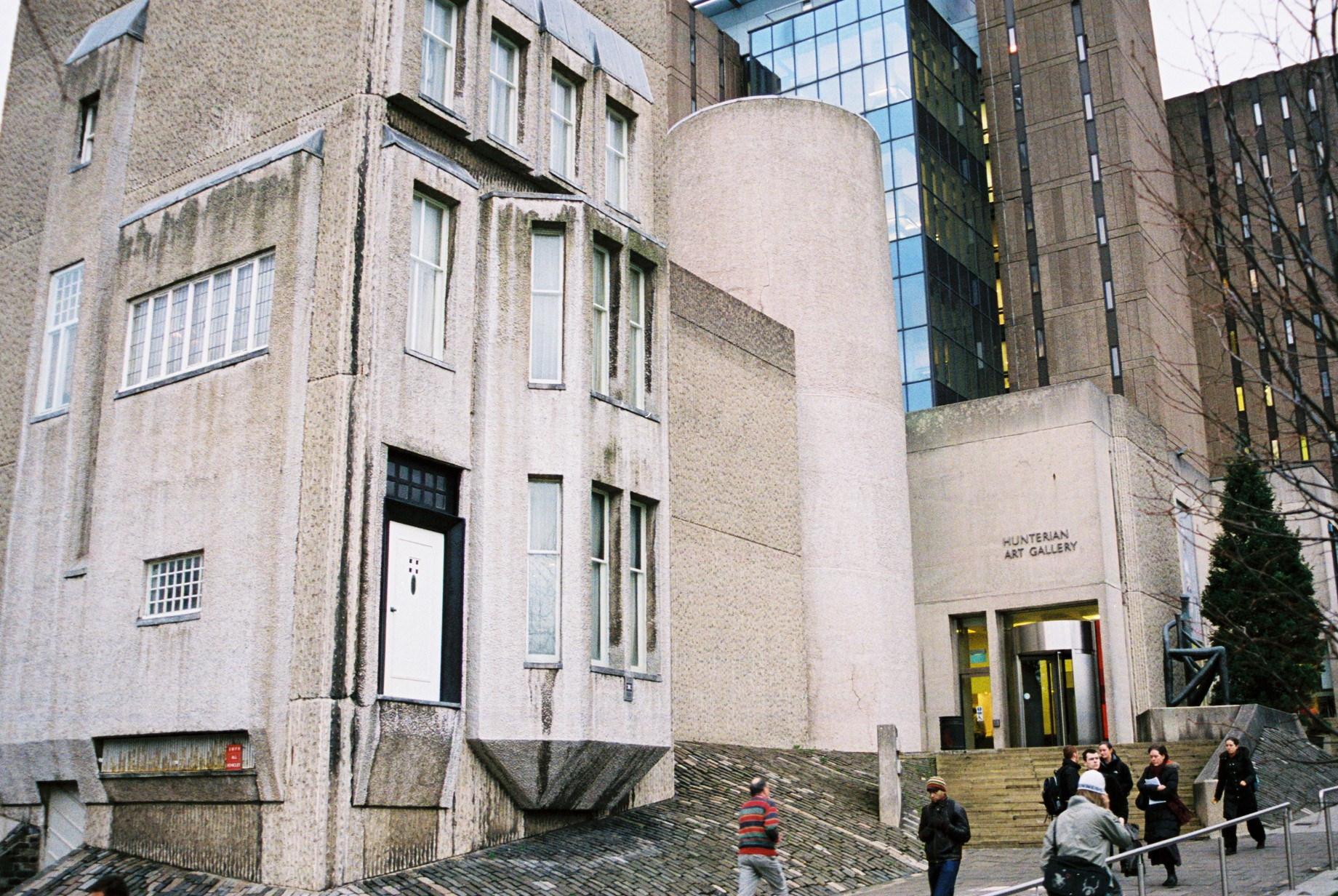
Hunterian Art Gallery, con la casa Macintosh en primer plano.

El Hunterian Museum and Art Gallery de la Universidad de Glasgow es el museo público más antiguo de Escocia. Se encuentra en varios edificios en el campus principal de la Universidad en el extremo oeste de Glasgow.

## La historia del museo
En 1783 William Hunter legó sus sustanciales y variadas colecciones a la Universidad de Glasgow. Hunter escribió al William Cullen que «estaban bien y cuidadosamente empaquetadas y transportadas con seguridad a Glasgow y entregadas al decano y la Facultad del College de Glasgow a quien lo doy y lego para que lo mantengan y conserven ellos y sus sucesores para siempre... de tal suerte, manera y forma como... ellos tengan por conveniente y más seguro para la mejora de los estudiantes de la antedicha Universidad de Glasgow».
El museo primero se abrió en 1807, en un edificio especialmente construido en la High Street, lindando con el campus original de la Universidad. Cuando la Universidad se trasladó al oeste a su nuevo sitio en Gilmorehill (para evitar el atestamiento y la contaminación en el centro de la ciudad) el museo se trasladó también. En 1870 las colecciones hunterianas fueron transferidas a su actual sitio en la universidad y salas adjudicadas dentro del nuevo edificio en estilo neogótico obra del arquitecto sir George Gilbert Scott. 
Al principio la colección entera fue conservada junta, y mostrada en las condiciones embaladas comunes en museos de aquel tiempo, pero las secciones significativas fueron dispersas más tarde por otras partes de la universidad. Las colecciones zoológicas se encuentran ahora dentro del edificio Graham Kerr, las colecciones de arte en la Galería de Arte Hunteriana (Hunterian Art Gallery), y los libros y manuscritos en la biblioteca de la universidad de Glasgow. Las colecciones anatómicas de Hunter se conservan en el Edificio de Allen Thomson, y sus preparaciones patológicas en el Hospital Real (Royal Infirmary), Glasgow.
El dinero para construir el museo, y el núcleo de sus colecciones originales, vino del legado del anatomista y científico escocés William Hunter, quien murió en Londres en 1783. Junto con sus colecciones médicas, que provinieron de su propio trabajo, Hunter fue un gran coleccionista, a menudo con ayuda de sus muchos patrones reales y aristocráticos. Él y sus agentes recorrieron toda Europa en busca de monedas, minerales, pinturas y grabados, materiales etnográficos, libros y manuscritos, así como insectos y otros especímenes biológicos. El legado ecléctico de Hunter forma el núcleo de las colecciones, pero desde su muerte, han crecido bastante, y ahora incluyen algunas colecciones más importantes del trabajo de artistas tales como Charles Rennie Mackintosh, Margaret Macdonald y James McNeill Whistler, así como colecciones de instrumentos científicos y etnográficos, geológicas, zoológicas, anatómicas y arqueológicas.

## Secciones actuales del museo y la galería
Las colecciones del museo se distribuyen a lo largo de una serie de edificios alrededor del campus:

### Museo Hunteriano (Hunterian Museum)

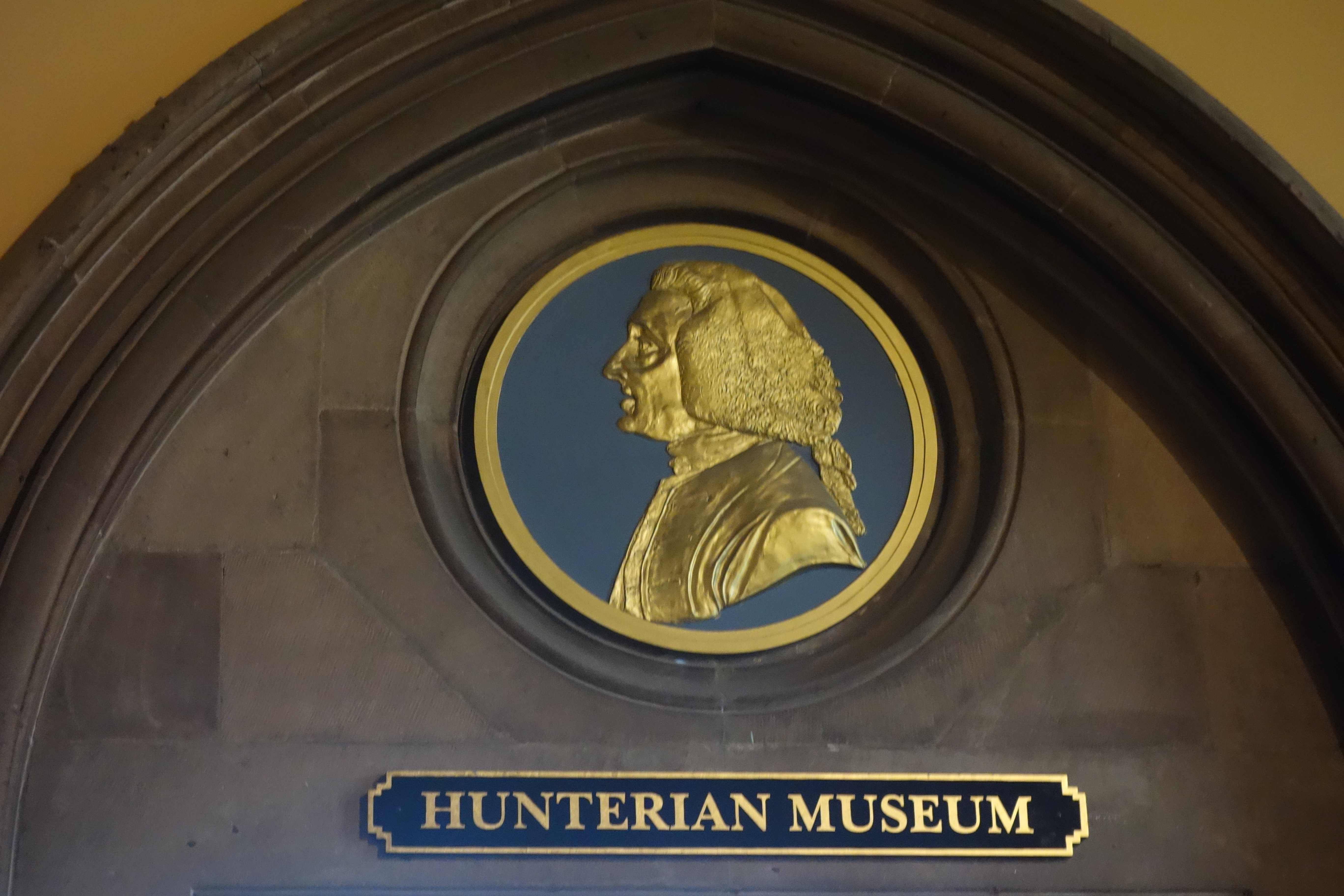
Hunterian Museum

Albergado en amplias salas en los edificios de la Universidad de George Gilbert Scott en Gilmorehill, el museo tiene una amplia muestra relacionada con William Hunter y sus colecciones, la Escocia romana (especialmente el muro Antonino, geología, etnografía, antiguo Egipto, instrumentos científicos, monedas y medallas, y mucho más.

### Museo de zoología (Zoology Museum)
La mayor parte de las colecciones de zoología, incluyendo las de William Hunter, se muestran en un museo separado dentro del edificio Graham Kerr, que también alberga la mayor parte de la enseñanza y la investigación zoológica de la Universidad. Esto también está abierto al público en general. Las colecciones de insectos son particularmente importantes y amplias, y son la característica de algunas muestras recientes excelentes.

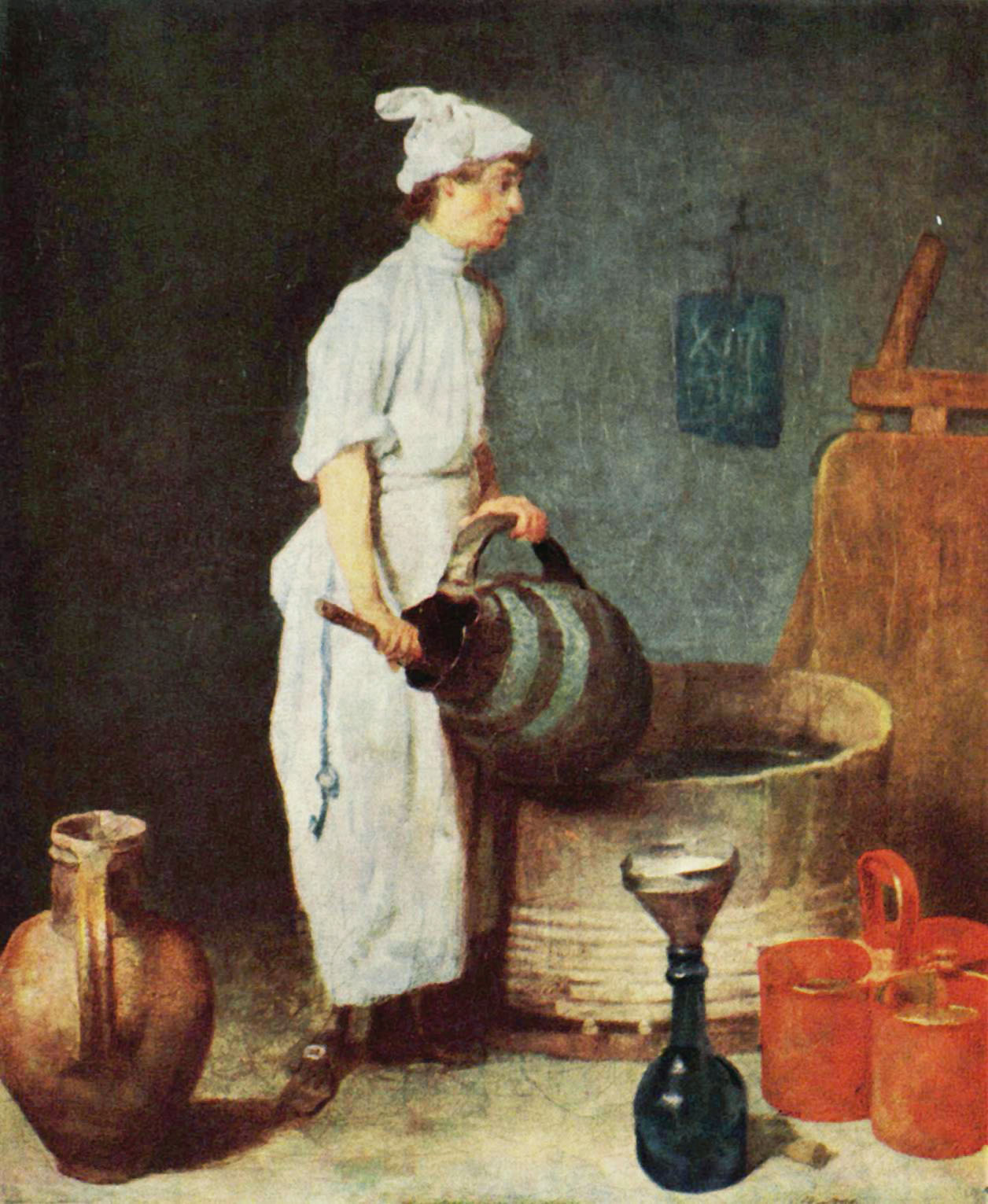
Obra de Jean-Baptiste Siméon Chardin, h. 1783, conservada en el Hunterian Museum de Glasgow.

### Galería Hunteriana (Hunterian Gallery)
La galería se encuentra ahora en un edificio moderno que es parte del complejo de la biblioteca de la Universidad de Glasgow. Muestra la amplia colección de arte de la Universidad, y presenta un jardín de esculturas al aire libre. Las puertas de aluminio en bajorrelieve de la galería hunteriana fueron diseñadas por el escultor Eduardo Paolozzi. La colección de la galería incluye un gran número de obras de James McNeill Whistler y la mayoría de las acuarelas de Charles Rennie Mackintosh.
La galería de arte hunteriana tiene una gran exposición en préstamo del museo Munch de Oslo. Edvard Munch: Prints del 12-6 al 5-9 de 2009.

### Casa Mackintosh (Mackintosh House)
La Casa Mackintosh es un moderno edificio de hormigón, parte del complejo de biblioteca-galería. Se alza en el sitio de una de dos filas de casas adosadas que una vez fueron secciones de calle Hillhead y la avenida Southpark, demolida en los años 1960 para hacer sitio a la ampliación de la Universidad a través de la corona residencial de Gilmorehill. Uno de los edificios perdidos, el 78 de la Avenida Southpark, era antes una casa del arquitecto Charles Rennie Mackintosh (aunque no la diseñara el propio Mackintosh) y de la artista Margaret Macdonald. La Universidad reconstruyó la forma de la casa (usando materiales modernos) aproximadamente a 100 metros del sitio del original. Debido a su desplazamiento, una puerta ahora cuelga precariamente encima de una caída de 20 pies, los terrenos de lo que fue una vez la calle de Hillhead fue radicalmente excavada durante la construcción. La Casa Mackintosh presenta un poco del maderaje original de la vieja casa adosada, y ha sido amueblada completamente según los diseños de Mackintosh y Macdonald, con sus decoraciones y muebles originales.

## Otros museos hunterianos
El hermano de William Hunter, John, un cirujano, también fundó un museo; el museo de Londres del Colegio Real de Cirujanos de Inglaterra, también conocido como el Hunterian Museum, está basado en sus colecciones. El museo muestra miles de especímenes anatómicos, incluyendo la tablas Evelyn y el esqueleto del "gigante irlandés" Charles Byrne, y muchos instrumentos quirúrgicos. Pasó por una gran reforma en 2003 y 2004, creando una nueva galería "de cristal" de acero y cristal.
Ambos hermanos están recordados en la ciudad de su nacimiento, East Kilbride, con un pequeño Hunter House Museum.